# Ambodiampana (Sambava)
Pour les articles homonymes, voir Ambodiampana.
Ambodiampana est une commune rurale malgache, située dans la partie centrale de la région de Sava à peu près à mi-chemin entre les villes de Sambava et Andapa.